# الملاكمة في دورة الألعاب العربية 1992
دورة الألعاب العربية السابعة 1992

## توزيع الاوسمة
| ت | البلد   | ذهبية | فضية | برونزية | المجموع |
| - | ------- | ----- | ---- | ------- | ------- |
| 1 | سوريا   | 6     | 3    | 3       | 12      |
| 2 | الجزائر | 3     | 3    | 2       | 8       |
| 3 | مصر     | 1     | 4    | 3       | 8       |
| 4 | تونس    | 1     | 2    | 5       | 8       |
| 5 | فلسطين  | 1     | -    | 4       | 5       |

## النتائج الكاملة
| Event          | ذهبية                 | فضية                   | برونزية                     |
| -------------- | --------------------- | ---------------------- | --------------------------- |
| وزن 48 كلغ     | رياض خريبين (سوريا)   | محمد محمود علي (مصر)   | محمد حيون (الجزائر)         |
| وزن 48 كلغ     | رياض خريبين (سوريا)   | محمد محمود علي (مصر)   | مراد المكني (تونس)          |
| وزن 51 كلغ     | خالد فلاح (سوريا)     | مصطفي حسن علي (مصر)    | احمد الزاي (تونس)           |
| وزن 51 كلغ     | خالد فلاح (سوريا)     | مصطفي حسن علي (مصر)    | جون ايتيم ( السودان)        |
| وزن 54 كلغ     | رياض القلاعي (تونس)   | احمد علالو (الجزائر)   | احمد حلبوني (سوريا)         |
| وزن 54 كلغ     | رياض القلاعي (تونس)   | احمد علالو (الجزائر)   | احمد عميرة (فلسطين)         |
| وزن 57 كلغ     | حسين عثمان (سوريا)    | حسين سلطاني (الجزائر)  | جون مايكل مايرون ( السودان) |
| وزن 57 كلغ     | حسين عثمان (سوريا)    | حسين سلطاني (الجزائر)  | مهدي الديب (مصر)            |
| وزن 60 كلغ     | فؤاد عميدية (الجزائر) | حسين مرعي (سوريا)      | علي الطرابلسي (تونس)        |
| وزن 60 كلغ     | فؤاد عميدية (الجزائر) | حسين مرعي (سوريا)      | اميل عبد النور (مصر)        |
| وزن 63.5 كلغ   | مناد العيد (الجزائر)  | مايز خانجي (سوريا)     | محمد عشيش (الاردن)          |
| وزن 63.5 كلغ   | مناد العيد (الجزائر)  | مايز خانجي (سوريا)     | ياسر حماد (فلسطين)          |
| وزن 67 كلغ     | خالد اكراد (فلسطين)   | عمار الهندي (سوريا)    | فوزي الشرقي (تونس)          |
| وزن 67 كلغ     | خالد اكراد (فلسطين)   | عمار الهندي (سوريا)    | مصطفي زينو (لبنان)          |
| وزن 71 كلغ     | غياث طيفور (سوريا)    | محمد الاسود (تونس)     | فاضل محمد علي (الكويت)      |
| وزن 71 كلغ     | غياث طيفور (سوريا)    | محمد الاسود (تونس)     | محمد علي بوروي (الجزائر)    |
| وزن 75 كلغ     | محمد عبده خليفة (مصر) | احمد دين (الجزائر)     | احمد الريحاني (تونس)        |
| وزن 75 كلغ     | محمد عبده خليفة (مصر) | احمد دين (الجزائر)     | عدنان قدور (سوريا)          |
| وزن 81 كلغ     | ايهاب اليوسف (سوريا)  | لطفي الميساوي (تونس)   | احمد عبد اللطيف (مصر)       |
| وزن 81 كلغ     | ايهاب اليوسف (سوريا)  | لطفي الميساوي (تونس)   | طارق سرية (فلسطين)          |
| وزن 91 كلغ     | مرزاق دحموش (الجزائر) | محمد علي ابراهيم (مصر) | يحي القصار (سوريا)          |
| وزن 91 كلغ     | مرزاق دحموش (الجزائر) | محمد علي ابراهيم (مصر) | يونس هارون (السعودية)       |
| وزن فوق 91 كلغ | احمد عابدين (سوريا)   | ايهاب عبد الباسط (مصر) | علي محمد علي (الكويت)       |
| وزن فوق 91 كلغ | احمد عابدين (سوريا)   | ايهاب عبد الباسط (مصر) | انور مراد (فلسطين)          |